# Politie-inval in New's Divine
De politie-inval in New's Divine was een politie-actie in Mexico-Stad op 20 juni 2008 waarbij twaalf mensen om het leven kwamen.
De actie vond plaats in de bar-discotheek New's Divine in Gustavo A. Madero in Mexico-Stad. De politie viel binnen wegens verdenkingen van drugsverkoop en het schenken van alcohol aan minderjarigen. Wegens slechte planning en het feit dat de nooduitgang geblokkeerd was, ontstond een stormloop waarbij twaalf mensen, negen jongeren en drie politie-agenten om het leven kwamen. De politie hield de eigenaar van de discotheek, Alfredo Maya Ortiz, en drie medewerkers aan.
Hoewel de politie verklaarde dat de nooduitgang geblokkeerd was omdat er bierblikken in de weg stonden, bleek uit foto's en video-opnamen dat in werkelijkheid de politie de uitgang blokkeerde. Drie dagen later bleek uit videobeelden bovendien dat de politie gebruikmakend van vuurwapens het etablissement binnenviel, en agenten willekeurige bezoekers sloegen. Ook bleek na verklaringen dat verschillende van de opgepakte jongeren, meest vrouwelijke, werden gedwongen zich uit te kleden.
Burgemeester Marcelo Ebrard verklaarde later dat de politiefunctionarissen die de actie uitvoerden fouten hadden gemaakt en gestraft zouden worden, en liet Guillermo Zayas González, de politie-officier die verantwoordelijk was voor de inval, en Francisco Chíguil, districtsleider van Gustavo A. Madero afzetten. Na druk van de oppositie besloten ook Joel Ortega, politiechef van Mexico-Stad, en Rodolfo Félix Cárdenas, openbaar aanklager van het Federaal District, op te stappen. Bovendien bleek na onderzoek dat het niet ging om een reguliere politie-actie maar eerder een afpersingsschema; de politie en lokale autoriteiten waren van plan zonder gegronde redenen jongeren in New's Divine op te laten pakken om hen vervolgens na desnoods verzonnen aanklachten door hun familie op borg vrij te laten kopen.